# Kabinett Brandt I
Das Kabinett Brandt I war die 8. Bundesregierung der Bundesrepublik Deutschland.
Die Wahl zum 6. Deutschen Bundestag fand am 28. September 1969 statt. Ihr folgte ein tiefer Einschnitt: Erstmals in der 20-jährigen Geschichte der Bundesrepublik Deutschland stellten die Unionsparteien nicht mehr den Bundeskanzler (obwohl sie erneut die größte Bundestagsfraktion stellten, wie bereits seit der ersten Bundestagswahl 1949).

## Abstimmung im Bundestag
| Wahlgang                                            | Kandidat        | Kandidat           | Stimmen    | Stimmenzahl | Anteil | Koalitionspartei(en) | Koalitionspartei(en) | Koalitionspartei(en) |
| --------------------------------------------------- | --------------- | ------------------ | ---------- | ----------- | ------ | -------------------- | -------------------- | -------------------- |
| 1. Wahlgang                                         |                 | Willy Brandt (SPD) | Ja-Stimmen | 251         | 50,6 % |                      |                      | SPD, FDP             |
| 1. Wahlgang                                         | Nein-Stimmen    | Willy Brandt (SPD) | 235        | 47,4 %      |        |                      |                      | SPD, FDP             |
| 1. Wahlgang                                         | Enthaltungen    | Willy Brandt (SPD) | 5          | 1,0 %       |        |                      |                      | SPD, FDP             |
| 1. Wahlgang                                         | Ungültig        | Willy Brandt (SPD) | 4          | 0,8 %       |        |                      |                      | SPD, FDP             |
| 1. Wahlgang                                         | nicht abgegeben | Willy Brandt (SPD) | 1          | 0,2 %       |        |                      |                      | SPD, FDP             |
| Damit wurde Willy Brandt zum Bundeskanzler gewählt. |                 |                    |            |             |        |                      |                      |                      |

| Wahlgang                                                | Kandidat        | Kandidat            | Stimmen    | Stimmenzahl | Anteil | Koalitionspartei(en) | Koalitionspartei(en) | Koalitionspartei(en) |
| ------------------------------------------------------- | --------------- | ------------------- | ---------- | ----------- | ------ | -------------------- | -------------------- | -------------------- |
| Konstruktives Misstrauensvotum                          |                 | Rainer Barzel (CDU) | Ja-Stimmen | 247         | 49,8 % |                      |                      | CDU/CSU              |
| Konstruktives Misstrauensvotum                          | Nein-Stimmen    | Rainer Barzel (CDU) | 10         | 2,0 %       |        |                      |                      | CDU/CSU              |
| Konstruktives Misstrauensvotum                          | Enthaltungen    | Rainer Barzel (CDU) | 3          | 0,6 %       |        |                      |                      | CDU/CSU              |
| Konstruktives Misstrauensvotum                          | Ungültig        | Rainer Barzel (CDU) | 0          | 0,0 %       |        |                      |                      | CDU/CSU              |
| Konstruktives Misstrauensvotum                          | nicht abgegeben | Rainer Barzel (CDU) | 236        | 47,6 %      |        |                      |                      | CDU/CSU              |
| Barzel nicht gewählt, Willy Brandt bleibt Bundeskanzler |                 |                     |            |             |        |                      |                      |                      |

| Wahlgang                                              | Kandidat        | Kandidat           | Stimmen    | Stimmenzahl | Anteil | Koalitionspartei(en) | Koalitionspartei(en) | Koalitionspartei(en) |
| ----------------------------------------------------- | --------------- | ------------------ | ---------- | ----------- | ------ | -------------------- | -------------------- | -------------------- |
| Vertrauensfrage                                       |                 | Willy Brandt (SPD) | Ja-Stimmen | 233         | 47,0 % |                      |                      | SPD, FDP             |
| Vertrauensfrage                                       | Nein-Stimmen    | Willy Brandt (SPD) | 248        | 50,0 %      |        |                      |                      | SPD, FDP             |
| Vertrauensfrage                                       | Enthaltungen    | Willy Brandt (SPD) | 1          | 0,2 %       |        |                      |                      | SPD, FDP             |
| Vertrauensfrage                                       | Ungültig        | Willy Brandt (SPD) | 0          | 0,0 %       |        |                      |                      | SPD, FDP             |
| Vertrauensfrage                                       | nicht abgegeben | Willy Brandt (SPD) | 14         | 2,8 %       |        |                      |                      | SPD, FDP             |
| Willy Brandt wurde nicht das Vertrauen ausgesprochen. |                 |                    |            |             |        |                      |                      |                      |

## Kabinett
| Amt oder Ressort                               | Bild                                            | Name                                           | Partei | Partei | Parlamentarische Staatssekretäre bzw. Staatsminister                                                        | Partei | Partei |
| ---------------------------------------------- | ----------------------------------------------- | ---------------------------------------------- | ------ | --- | --- | ------ | ------ |
| Bundeskanzler                                  |                                                 | Willy Brandt (1913–1992)                       |        | SPD | Katharina Focke (1922–2016)                                                                                 |        | SPD    |
| Stellvertreter des Bundeskanzlers Auswärtiges  |                                                 | Walter Scheel (1919–2016)                      |        | FDP | Ralf Dahrendorf (1929–2009) bis 2. Juli 1970 Karl Moersch (1926–2017) ab 2. Juli 1970                       |        | FDP    |
| Inneres                                        |                                                 | Hans-Dietrich Genscher (1927–2016)             | FDP    | Wolfram Dorn (1924–2014) bis 31. August 1972 | | FDP    |        |
| Justiz                                         |                                                 | Gerhard Jahn (1927–1998)                       |        | SPD | Alfons Bayerl (1923–2009)                                                                                   |        | SPD    |
| Finanzen                                       |                                                 | Alex Möller (1903–1985) (bis 13. Mai 1971)     | SPD    | Gerhard Reischl (1918–1998) bis 13. Mai 1971 Hans Hermsdorf (1914–2001) ab 13. Mai 1971                                                                                | | SPD    |        |
| Finanzen                                       | Karl Schiller (1911–1994) (bis 7. Juli 1972)    |                                                | SPD    | Gerhard Reischl (1918–1998) bis 13. Mai 1971 Hans Hermsdorf (1914–2001) ab 13. Mai 1971                                                                                | | SPD    |        |
| Finanzen                                       | Helmut Schmidt (1918–2015) (ab 7. Juli 1972)    |                                                | SPD    | Gerhard Reischl (1918–1998) bis 13. Mai 1971 Hans Hermsdorf (1914–2001) ab 13. Mai 1971                                                                                | | SPD    |        |
| Wirtschaft                                     |                                                 | Karl Schiller (bis 7. Juli 1972)               | SPD    | Klaus Dieter Arndt (1927–1974) bis 14. September 1970 Philip Rosenthal (1916–2001) 14. September 1970 bis 17. November 1971 Rainer Offergeld (* 1937) ab 15. März 1972 | | SPD    |        |
| Wirtschaft                                     | Helmut Schmidt (ab 7. Juli 1972)                |                                                | SPD    | Klaus Dieter Arndt (1927–1974) bis 14. September 1970 Philip Rosenthal (1916–2001) 14. September 1970 bis 17. November 1971 Rainer Offergeld (* 1937) ab 15. März 1972 | | SPD    |        |
| Ernährung, Landwirtschaft und Forsten          |                                                 | Josef Ertl (1925–2000)                         |        | FDP | Fritz Logemann (1907–1993)                                                                                  |        | FDP    |
| Arbeit und Sozialordnung                       |                                                 | Walter Arendt (1925–2005)                      |        | SPD | Helmut Rohde (1925–2016)                                                                                    |        | SPD    |
| Verteidigung                                   |                                                 | Helmut Schmidt (bis 7. Juli 1972)              | SPD    | Karl-Wilhelm Berkhan (1915–1994) | | SPD    |        |
| Verteidigung                                   | Georg Leber (1920–2012) (ab 7. Juli 1972)       |                                                | SPD    | Karl-Wilhelm Berkhan (1915–1994) | | SPD    |        |
| Jugend, Familie und Gesundheit                 |                                                 | Käte Strobel (1907–1996)                       | SPD    | Heinz Westphal (1924–1998) | | SPD    |        |
| Verkehr und Post- und Fernmeldewesen           |                                                 | Georg Leber (bis 7. Juli 1972)                 | SPD    | Holger Börner (1931–2006) bis 4. Februar 1972 Ernst Haar (1925–2004) ab 7. Februar 1972                                                                                | | SPD    |        |
| Verkehr und Post- und Fernmeldewesen           | Lauritz Lauritzen (1910–1980) (ab 7. Juli 1972) |                                                | SPD    | Holger Börner (1931–2006) bis 4. Februar 1972 Ernst Haar (1925–2004) ab 7. Februar 1972                                                                                | | SPD    |        |
| Städtebau und Wohnungswesen                    | Lauritz Lauritzen                               | Karl Ravens (1927–2017)                        | SPD    | | SPD |        |        |
| Innerdeutsche Beziehungen                      |                                                 | Egon Franke (1913–1995)                        | SPD    | Karl Herold (1921–1977) | | SPD    |        |
| Bildung und Wissenschaft                       |                                                 | Hans Leussink (1912–2008) (bis 15. März 1972)  |        | parteilos (SPD-Vorschlag) | Klaus von Dohnanyi (* 1928) bis 15. März 1972 Joachim Raffert (1925–2005) 15. März 1972 bis 31. August 1972 |        | SPD    |
| Bildung und Wissenschaft                       |                                                 | Klaus von Dohnanyi (* 1928) (ab 15. März 1972) |        | SPD | Klaus von Dohnanyi (* 1928) bis 15. März 1972 Joachim Raffert (1925–2005) 15. März 1972 bis 31. August 1972 |        | SPD    |
| Wirtschaftliche Zusammenarbeit                 |                                                 | Erhard Eppler (1926–2019)                      | SPD    | Brigitte Freyh (1924–2009) | | SPD    |        |
| Besondere Aufgaben Chef des Bundeskanzleramtes |                                                 | Horst Ehmke (1927–2017)                        | SPD    | | | SPD    |        |

## Vorgeschichte
Am 30. November 1966 gab es einen Kanzlerwechsel in der laufenden Legislaturperiode: Bundeskanzler Ludwig Erhard trat zurück, nachdem die Koalition aus CDU/CSU und FDP an Fragen der Haushalts- und Steuerpolitik zerbrochen war.
Zu seinem Nachfolger wurde Kurt Georg Kiesinger gewählt (bis dahin Ministerpräsident des Landes Baden-Württemberg); er bildete eine Große Koalition aus CDU/CSU und SPD (Kabinett Kiesinger). Bundesaußenminister und Vizekanzler wurde der bisherige Regierende Bürgermeister von Berlin Willy Brandt. Die Berufung in die Bundesregierung war ausschlaggebend für Willy Brandt, entgegen einem nach der Bundestagswahl 1965 erklärten Verzicht auf eine erneute Kanzlerkandidatur doch wieder anzutreten.
Brandt trat damit zum dritten Mal als Kanzlerkandidat der SPD an, Kiesinger für die CDU/CSU das erste Mal.
Die Wahl 1969 ging knapp aus. Noch in der Nacht vereinbarten Brandt und FDP-Chef Walter Scheel die Aufnahme von Koalitionsverhandlungen.

## Veränderungen
Das sozial-liberale Kabinett strukturierte zahlreiche Ministerien um. Ganz aufgelöst wurden das Bundesschatzministerium, das Ministerium für die Angelegenheiten des Bundesrates sowie das für Vertriebene, Flüchtlinge und Kriegsgeschädigte. Das seit 1961 eigenständige Gesundheitsministerium wurde aufgelöst und Teil des Ministeriums für Familie, Jugend und Gesundheit.
Das Ministerium für gesamtdeutsche Fragen erhielt im Zuge der Ostpolitik die bis zur Wiedervereinigung gültige Bezeichnung Ministerium für innerdeutsche Beziehungen. Umbenannt wurde auch das Ministerium für wissenschaftliche Forschung (neu: Bildung und Wissenschaft).
Nach knapp neun Monaten im Amt wechselte der bisherige Parlamentarische Staatssekretär beim Bundesminister des Auswärtigen, Ralf Dahrendorf, auf eigenen Wunsch mit Wirkung zum 1. Juli 1970 als Kommissar für Handel in die Europäische Kommission. Sein Nachfolger wurde (nachdem Hans Apel, Hans-Jürgen Junghans (damals Wirtschaftssprecher der SPD-Fraktion) und andere abgelehnt hatten) Karl Moersch.
Nachdem schon länger wegen möglicher Differenzen mit Bundeswirtschaftsminister Schiller über den Rücktritt des Parlamentarischen Staatssekretärs beim Bundesminister für Wirtschaft, Klaus Dieter Arndt, spekuliert worden war, trat er schließlich am 14. September 1970 zurück und widmete sich wieder ganz seinem Amt als Präsident des Deutschen Instituts für Wirtschaftsforschung. Schon seit August 1970 stand fest, dass Philip Rosenthal sein Nachfolger werden sollte.
Da er die wachsenden Ausgabenwünsche der anderen Ressorts nicht mehr mittragen konnte, reichte Bundesfinanzminister Alex Möller am 13. Mai 1971 seinen Rücktritt ein. Daraufhin übernahm Bundeswirtschaftsminister Karl Schiller als sogenannter „Superminister“ zusätzlich die Leitung des Bundesfinanzministeriums. Ebenfalls am 13. Mai 1971 schied der Parlamentarische Staatssekretär beim Bundesminister der Finanzen, Gerhard Reischl, aus dem Amt. Zu seinem Nachfolger wurde der bisherige stellvertretende Vorsitzende des Haushaltsausschusses, Hans Hermsdorf, ernannt.
Nachdem das Verhältnis zwischen dem Wirtschafts- und Finanzminister Karl Schiller und dem Parlamentarischen Staatssekretär beim Bundesminister für Wirtschaft, Philip Rosenthal, schon länger als zerrüttet galt, trat Rosenthal aus Anlass einer erneuten Verzögerung bei der Aufstellung eines Plans zur Beteiligung von Arbeitnehmern am Produktivkapital am 17. November 1971 zurück.
Am 24. Januar 1972 wurde Holger Börner zum Bundesgeschäftsführer der SPD gewählt. Sein Nachfolger im Amt des Parlamentarischen Staatssekretärs beim Bundesminister für Verkehr und Post- und Fernmeldewesen wurde am 7. Februar 1972 Ernst Haar.
Nachdem der parteilose Bundesbildungsminister Hans Leussink bereits im Januar 1972 seinen Rücktritt erklärt hatte, wurde am 15. März 1972 der bisherige Parlamentarische Staatssekretär Klaus von Dohnanyi zum neuen Bundesminister für Bildung und Wissenschaft ernannt. Dohnanyis Nachfolger im Amt des Parlamentarischen Staatssekretärs wurde Joachim Raffert.
Nach dem Rücktritt des beamteten Staatssekretärs Heinz Haller wurde am 15. März 1972 Rainer Offergeld zum Parlamentarischen Staatssekretär beim Bundesminister für Wirtschaft und Finanzen – vor allem mit der Verantwortung für das ins Stocken geratene Projekt einer Steuerreform – ernannt.
Am 7. Juli 1972 trat der Bundesminister für Wirtschaft- und Finanzen, Karl Schiller zurück, nachdem er aus seiner Sicht die Unterstützung von Bundeskanzler Brandt verloren hatte und in der Woche zuvor in einer währungspolitischen Frage im Bundeskabinett eine Abstimmungsniederlage hatte hinnehmen müssen. Sein Nachfolger wurde der bisherige Verteidigungsminister Helmut Schmidt. Zum neuen Bundesminister der Verteidigung wurde der bisherige Bundesminister für Verkehr und für das Post- und Fernmeldewesen, Georg Leber, ernannt. Die Ressorts für Verkehr und Post wurden zusätzlich von Bundesbauminister Lauritz Lauritzen übernommen.
Im August 1972 gerieten die beiden Parlamentarischen Staatssekretäre Wolfram Dorn (Inneres) und Joachim Raffert (Bildung und Wissenschaft) wegen Beraterverträgen mit dem Heinrich Bauer Verlag in die Kritik; beide traten daraufhin am 31. August 1972 zurück. Angesichts der schon für den 19. November 1972 terminierten Bundestagswahl wurde jeweils kein Nachfolger ernannt.

## Fußnote
1. ↑  Weder Parlamentarische Staatssekretäre noch Staatsminister sind nach Art. 62 GG Teil der Bundesregierung.